# Neotheronia submarginata
Neotheronia submarginata là một loài tò vò trong họ Ichneumonidae.